# Spoorlijn Hanoi - Hải Phòng
De Spoorlijn Hanoi - Hải Phòng is een spoorlijn in Vietnam. De spoorlijn is in 1903 aangelegd en gaat van Hanoi naar Hải Phòng. De spoorlijn is voornamelijk enkelsporig, maar bij diverse stations is er een mogelijkheid om elkaar te passeren. De spoorlijn heeft geen bovenleiding. De spoorlijn ligt voornamelijk langs de Nationale weg 5.